# Tecno F1
 Tecno  és el nom d'un equip italià de cotxes de competició que va arribar a disputar curses a la Fórmula 1.
Va començar com constructor de karts a Bolonya, i amb el temps va anar pujant de categories fins a arribar a la F1 el 1972, tot i que ja a la temporada 1969 van disputar el GP d'Alemanya amb un monoplaça de Fórmula 2.

## A la F1
Va debutar el 4 de juny al Gran Premi de Bèlgica de la temporada 1972 de la mà del pilot Nanni Galli, que no va finalitzar la cursa per un accident.
Van participar en un total de dotze curses, disputades en dues temporades consecutives (1972-1973) aconseguint un sisè lloc com millor classificació en una cursa i assolint un punt pel campionat del món de constructors.

## Resultats a la Fórmula 1
| Any  | Pilot       | 1   | 2   | 3   | 4   | 5   | 6   | 7   | 8   | 9   | 10  | 11  | 12  | 13  | 14  | 15  | Posició | Punts |
| ---- | ----------- | --- | --- | --- | --- | --- | --- | --- | --- | --- | --- | --- | --- | --- | --- | --- | ------- | ----- |
| 1972 |             | ARG | SUD | ESP | MON | BEL | FRA | GBR | ALE | AUT | ITA | CAN | USA |     |     |     | 0       | -     |
| 1972 | Derek Bell  |     |     |     |     |     | NVQ |     | Ret |     | NVQ |     | Ret |     |     |     | 0       | -     |
| 1972 | Nanni Galli |     |     |     |     | Ret |     | Ret |     | NC  | Ret |     |     |     |     |     | 0       | -     |
| 1973 |             | ARG | BRA | SUD | ESP | BEL | MON | SUE | FRA | GBR | HOL | ALE | AUT | ITA | CAN | USA | 1       | 11è   |
| 1973 | Chris Amon  |     |     |     |     | 6   | Ret |     |     | Ret | Ret |     | NVS |     |     |     | 1       | 11è   |

### Resum
| Curses: | Victòries: | Pòdiums: | Poles: | Voltes ràpides: | Punts: |
| ------- | ---------- | -------- | ------ | --------------- | ------ |
| 12      | 0          | 0        | 0      | 0               | 1      |